# 中国—朝鲜半岛关系史

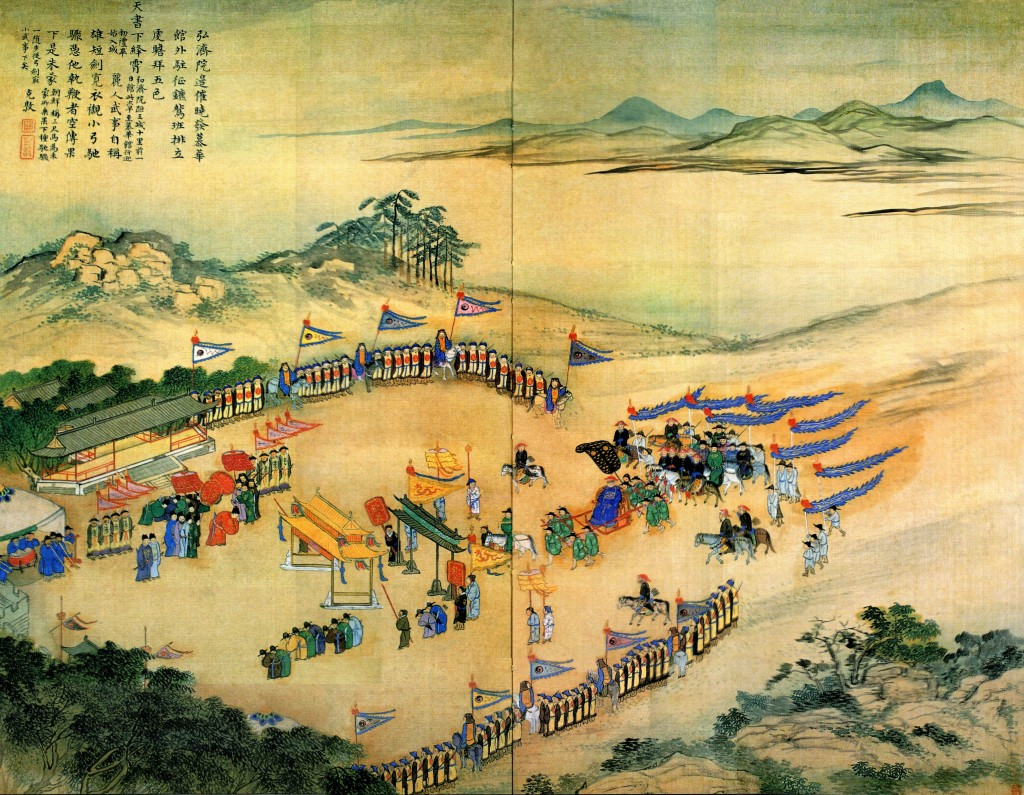
清朝大使阿敦在灵恩门附近受到景宗的迎接

中國—朝鮮半島关系史可以追溯到史前时代。

## 古朝鲜
据《三国遗事》记载，檀君朝鲜是第一个代表韩国文化认同的国家。 尽管存在争议，但传说大约在公元前 1100 年，一位名叫箕子 (Gija)的中国圣人与他的知识分子为躲避政治动乱逃离商朝，并在古朝鲜寻求庇护，此后便开始了活跃的文化贸易。 《汉书》 （公元1 世纪）的《地理志》称，箕子曾向朝鲜人民传授农业、养蚕、织布以及适当的礼仪。 沈在勋将《汉书》该部分中的以下句子解读为，箕子还在朝鲜时代引入了“犯禁八条”的法律。  《三国志》 （首次出版于 5 世纪初）声称，箕子的后代统治了朝鲜四十代国王，直到公元前 194 年被燕国人卫蛮推翻。 
根据杜预（3 世纪上半叶）对《史记》的注释，季子墓位于梁国孟郡（今河南）。这表明，虽然后来《汉书》中流传的箕子与朝鲜交往的故事变得普遍，但这个故事并不一定盛行。
历史学家沈在勋认为，直到汉朝（公元前 206 年 - 公元 220 年），箕子才开始与朝鲜王朝产生联系，而直到汉朝之后，他的后代才被认定为朝鲜王室。 姬子一直是备受争议的人物，部分原因是他的存在难以证实。直到十三世纪，韩国文献才开始将笈子更全面地融入韩国历史。 《三国遗事》 （1281 年）解释称，祇子受周武王封邑后，取代檀君后裔成为朝鲜的统治者，而《帝王云记》 （1287 年）则将檀君和祇子分别认定为前朝鲜和后朝鲜的首位统治者。 此后，大多数前现代朝鲜历史学家都认为箕子取代了朝鲜时代另一个本土势力（以檀君为代表）。 尽管如此，箕子神话在解释朝鲜和中国前现代关系方面发挥着决定性的作用。
公元前 194 年，秦国发动统一战争，结束了长达数世纪的战国时期，建立了中国历史上第一个高度中央集权、统一的国家。此后，燕国将军卫满与燕国移民一起在古朝鲜寻求庇护。魏满受古朝鲜任命，负责镇守辽东半岛边境。魏满最终成为新移民和土著居民的领袖，因为他的中国难民将中国技术引入古朝鲜，同时采用了韩国的传统和服饰。 最终，他日益增长的声望使他篡夺了楚君的王位，楚君逃往南边的晋国。 卫满朝鲜不断增强的军事实力和科技进步很快就威胁到了汉朝中国，两国的外交关系迅速恶化。魏满的孙子古朝鲜的禹居王拒绝让古朝鲜南部的邻国晋（朝鲜语）派遣使者通过古朝鲜的领土前往汉朝，从而引发了冲突。
古朝鲜-汉战争发生在公元前 109 年（公元 2 世纪）左右。当时汉武帝派遣使者涉何前往王俭城，与金国协商是否允许其通过古朝鲜。禹王拒绝了，并让他的儿子尉章王子（長降）负责护送大使回国。然而，当他们接近韩国边境时，大使暗杀了尉章（長降），并向武帝声称他在战斗中击败了朝鲜。武帝不知道此事，任命他为辽东郡军事指挥官。愤怒的余盖王袭击了辽东（中国东北省份），并杀死了佘赫。学者们还推测，发动战争也可能是因为汉朝担心古朝鲜会与匈奴结盟对抗汉朝。 
结果，汉朝从陆路和海路对古朝鲜发动了双管齐下的进攻，总共有至少 5 万士兵参战。 进攻古朝鲜的两支军队无法很好地协同作战，5 万大军大部分被歼。 当武帝得知这些失败的消息时，他希望重建韩国和古朝鲜之间的和平关系，禹王也同意了。禹王派遣儿子带着五千匹马前往汉朝进贡，并进行和谈。然而，当太子及其护卫的一万士兵到达鸭绿江时，汉朝将军荀质却认为他们应该放下武器。太子怀疑荀子谋害自己，于是返回王俭城，继续战争。 
汉朝第二次入侵古朝鲜的战况要好得多，公元前108年，经过数月的围攻，王俭被汉朝军队攻陷，古朝鲜的大多数领导人要么向汉朝投降，要么被杀。韩接管了古朝鲜的土地，并在古朝鲜西部建立了韩四郡。 
汉朝的最终胜利是灭亡了古朝鲜，并建立了汉四郡。中国现已控制了东北边境和朝鲜北部，这引发了当地部落和土著居民的团结，并在朝鲜半岛建立了高句丽，高句丽利用中国与匈奴的冲突向辽东扩张。 高句丽最终收复了古朝鲜的旧领地（即中国东北的辽东省），并继续向四面八方扩张。

## 曹魏与高句丽
公元238年，曹魏司马懿在高句丽的协助下成功率军讨伐对手公孙渊。这使得中国收复了辽东并与朝鲜王国建立了广泛的联系。公元 242 年，高句丽东川入侵魏国领土，曹魏与高句丽的联盟破裂。因此，244年高句丽魏战争爆发，曹魏对高句丽发动了两次成功的战役。在第一次战役中，中国将军昙丘俭率领 10,000 名步兵和骑兵进入高句丽，并在梁口之战中与唐天王的 20,000 名军队遭遇。关于战役本身的细节，各方说法不一。 《三国史记》等韩国文献称，高句丽最初赢得了梁口三次战役中的前两次，给中国造成了 6,000 人的损失，随后曹魏发动反攻，给中国造成了 18,000 人的损失。 与此同时，中国消息人士称，朝鲜军队在溃败之前屡屡失手。 无论细节如何，所有资料都一致认为，曹魏在第一次战役结束时彻底战胜了高句丽军队，最终以高句丽首都被洗劫一空、大量居民被迫重新定居而告终。高句丽在第二次战役中的表现也好不到哪里去，其主要特征是同天王为躲避曹魏军队而拼命逃往朝鲜半岛深处。虽然高句丽军队及其同盟部落无法在战斗中击败曹魏，但中国军队在朝鲜境内扩张过度，尽管多次战胜高句丽及其沃鸠等盟友，但最终还是决定撤退。由于失败太惨重，高句丽在中国史料中消失了近半个世纪，直到最后恢复实力。 根据韩国文献记载，15年后，高句丽在阳孟谷击败了魏国。 
由于失败太惨重，高句丽在中国史料中消失了近半个世纪，直到最后恢复实力。 根据韩国文献记载，15年后，高句丽在阳孟谷击败了魏国。 
3世纪后半叶高句丽历史的特点是，高句丽试图巩固邻近地区，恢复稳定，同时处理因魏国战胜高句丽而引发的叛乱和外国侵略者， 包括 259 年高句丽在羊陌击败魏国，以及 280 年高句丽对肃慎发动反攻并占领其首都的肃慎。 
据《三国史记》记载，259年魏军入侵时，郑天王集结5000名精锐骑兵，在阳梅山谷大败入侵的魏军，斩杀敌军8000人。高句丽的命运在美千王统治期间（300 年 - 331 年）再次上升，当时国王利用魏的继承者金朝的弱点，从中国中央控制下夺取了乐浪郡和带方郡。 高句丽经过七十多年的恢复，终于整合了沃鸠和同业的各个部落，转变为真正的朝鲜帝国。
第二次北伐在史学上具有重要意义，因为它提供了有关高句丽、扶余、沃渚、夷娄等朝鲜半岛和满洲各部落和民族的详细信息。这次探险在这些地区规模空前，为中国人带来了有关这些地区的地形、气候、人口、语言、风俗习惯的第一手资料，并被当代历史学家于欢正式记录在《魏略》中。 虽然《魏略》原作现已佚失，但其内容保存在《三国志》中，其中的“东夷传”一章记载了高句丽征伐的记录。 《三国志》被认为是了解朝鲜半岛早期国家和民族的文化和社会最重要的单一信息来源。 
鲜卑统治的前燕王朝洗劫了高句丽首都并迫使国王纳贡。然而，几十年后，高句丽战胜了鲜卑，广开土大帝击败了后燕，征服了辽东和满洲大部分地区。 

## 隋、唐、高句丽、渤海
隋朝曾四次发动伐高句丽的战争，但均未成功。隋炀帝统一中国本土后，想要在东亚建立以隋为主导的秩序。高句丽对此表示反对，并开始准备防御隋朝。 隋朝几个世纪以来首次统一中国，这在高句丽引起了警惕，高句丽的平原开始通过增加军事补给和训练更多士兵来为未来的战争做准备。 尽管隋朝比高句丽强大得多，但是早在公元 6 世纪中叶就将高句丽赶出汉谷的百济-新罗联盟已经瓦解，因此高句丽的南部边境得以安全。最初，高句丽试图通过向隋朝进贡来安抚隋朝，就像朝鲜王国在中国朝贡体系下所做的那样。然而，高句丽坚持与隋朝平等关系，恢复东方“太王”皇位，并不断袭击隋朝领土，这引起隋朝廷的极大愤怒。此外，新罗和百济都面临高句丽的威胁，因此请求隋文帝帮助对抗高句丽，因为朝鲜三个王国都想夺取对方的领土来统治朝鲜半岛，并试图讨好隋文帝来实现这些目标。
高句丽的扩张及其平衡关系的尝试与隋朝中国产生了冲突并加剧了紧张局势。 598年，高句丽先发制人进攻辽西，并爆发临峪关之战，但被隋军击退。 这导致隋文帝发动海陆反攻，最终给隋朝带来了灾难。 结果，隋朝发动了一系列的入侵，分别发生在598年、612年、613年和614年。
隋文帝对高句丽最惨痛的一次战役发生在612年，根据《隋书》的记载，隋朝共动员了30个师的军队，约1,133,800名作战士兵。一支由九个师团组成的支队，约三十万五千人，被困在高句丽在辽江的防御线上，绕过主要防线，向高句丽首都平壤进发，与拥有增援和补给的隋水军会合。
然而，高句丽能够击败隋海军，因此当隋朝的九个师团的军队最终到达平壤时，他们没有足够的补给进行长期围攻。隋军撤退，但乙支文德将军率领高句丽军队将隋军诱至平壤城外设埋伏，取得了胜利。萨尔洺之战中，高句丽士兵放水拦河坝，分割了隋军，切断了隋军的退路。隋炀帝的九个军原有305,000名士兵，据说只有2,700人逃回了隋朝。
613年和614年战役在发动后均中止——613年战役因隋将杨玄感叛变隋炀帝而终止，而614年战役因高句丽停战并归还逃往高句丽的叛逃隋将斛斯政而终止，斛斯政后来被隋炀帝处死。隋炀帝于615年计划再次进攻高句丽，但由于隋朝内部形势恶化，他未能发动进攻。隋朝因反抗隋炀帝统治和征服高句丽的失败而衰弱。他们无法进一步发动进攻，因为隋朝腹地的省份不愿提供后勤支援。
隋炀帝在朝鲜的惨败在很大程度上导致了隋朝的灭亡。   
高句丽也与唐朝发生过多次战争，但最终因新罗在唐高句丽战争中站在唐朝一边而失败。 642年冬，永禄王对高句丽大贵族渊盖苏文心存疑虑 ，便与其他官员密谋杀死他。然而渊盖苏文得知了此事，杀死了永禄和一百名官员，发动了政变。他拥立永留的侄子高章为保章王，同时自己以大元帅的身份实际控制高句丽。渊盖苏文在其统治初期，曾对唐朝中国采取过短暂的和解立场。例如，他贬低佛教，扶持道教，并于643年派遣使者到唐朝廷请求道教圣人，最终将八位圣人带到了高句丽。一些历史学家认为，这一举动是为了平定唐朝，为备战唐朝争取时间。鉴于延熙的吞并新罗的野心，他认为唐朝的入侵是不可避免的。
然而，渊盖苏文对新罗朝鲜和唐朝中国的挑衅立场愈演愈烈。不久，高句丽与百济结盟，入侵新罗，大耶城（今陕西陲）和约40座边境要塞被高句丽-百济联盟征服。 自 7 世纪初以来，新罗被迫面对百济和高句丽的防御，这两个国家尚未正式结盟，但都想削弱新罗在汉谷的势力。新罗真平王统治期间，高句丽攻占了许多要塞，持续不断的攻击给新罗及其人民带来了巨大的损失。 真平年间，新罗屡次恳求隋朝攻打高句丽。 虽然这些入侵最终没有成功，但在643年，再次受到高句丽 - 百济联盟的压力，真平的继任者，新罗善德女王，向唐朝请求军事援助。虽然太宗最初以善德是女性为由拒绝了新罗的进贡和结盟请求，但是由于高句丽的好战情绪日益高涨，并对新罗和唐朝都采取敌对政策，太宗后来接受了新罗的提议。 644年，唐开始准备对高句丽发动大规模军事行动。 
645年，唐太宗李世民亲自率军攻打高句丽，他本人也想灭掉高句丽，并决心完成隋炀帝未竟的事业。唐军攻占了高句丽多座堡垒，其中包括重要的辽东城（位于今辽宁省辽阳市）。在第一次征讨高句丽期间，唐太宗向高句丽多座堡垒中战败的居民表现出了慷慨大方，不允许他的军队劫掠土地、奴役居民，当将军和士兵们提出抗议时，他用自己的钱财奖励他们。 安寺城（位于今辽宁海城市），是辽东半岛最后一座防御要塞，很快遭到围攻。起初，太宗和他的军队取得了巨大的进展，他在朱皮尔山之战中以数量劣势击溃了高句丽的救援部队。高句丽在朱庇山的失败产生了重大影响，唐军杀死了超过 20,000 名高句丽士兵，并俘虏了 36,800 名士兵，这使得高句丽在后续战争中的人力储备严重不足。 然而，安史之乱后，在安史之乱中，唐军在将军（其名字存在争议，但传统上认为是杨满春）的有力防守下，发起了顽强的抵抗。深秋时节，冬季即将来临，补给也所剩无几，唐军在李道宗的指挥下，试图筑起城墙，夺取安史之乱，做最后的努力。然而，高句丽军队成功夺取了安史之乱的控制权，唐军的进攻失败了。此后，太宗面对高句丽援军的到来，以及日益恶化的气候条件和困难的补给状况，决定撤军。此役唐军未能成功围攻安市城六十多天后，唐军仍未能攻占安市城。 唐太宗于647年和648年再次入侵高句丽，但两次均被击败。     

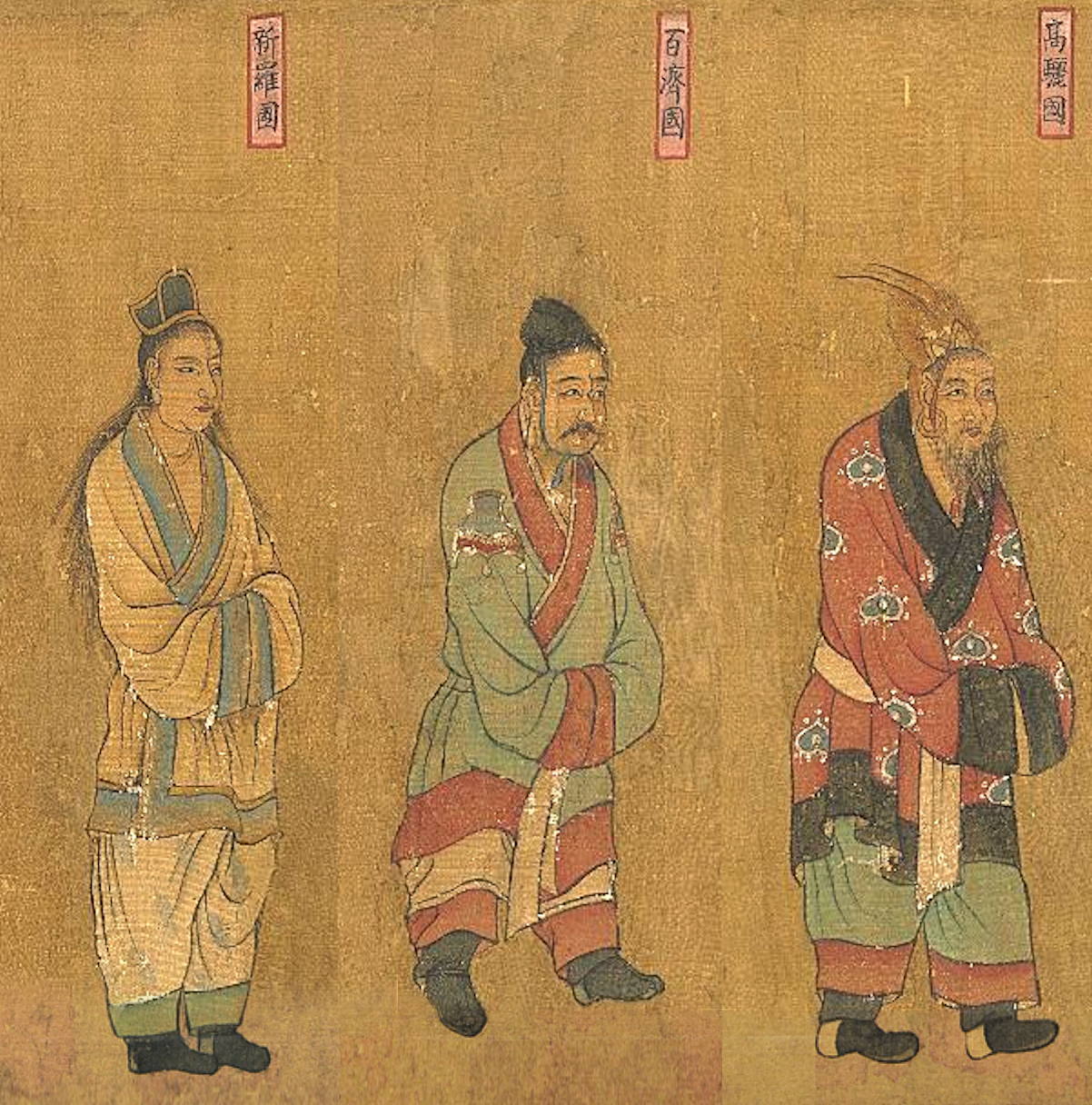
朝鲜三国出使唐朝的使者画：新罗、百济、高句丽。供品画像，约公元 650 年，唐代

唐太宗于 649 年准备再次入侵，但却在夏天去世，可能是因为他在朝鲜战争期间染病。  他的儿子唐高宗继续他的征战。在金春秋的建议下，新罗-唐联盟于660年首先征服百济，打破了高句丽-百济联盟，然后将全部注意力转向高句丽。 然而，高宗也未能击败渊盖苏文领导的高句丽；  渊盖苏文最著名的胜利之一是662年的蛇水之战，他歼灭了唐军，杀死了入侵的南蛮将军庞孝泰和他的十三个儿子。  因此，只要渊盖苏文在世，唐就无法打败高句丽。

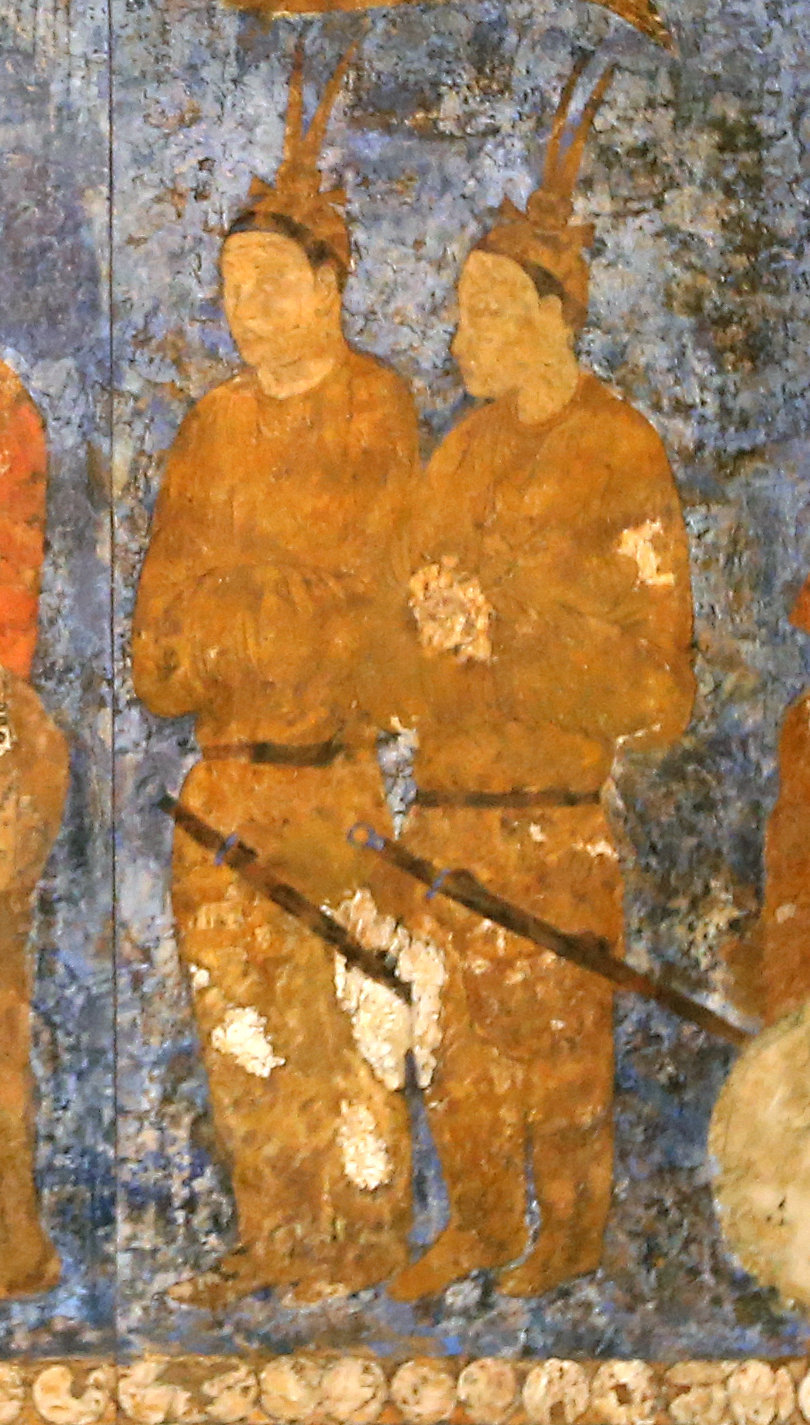
高句丽大使觐见撒马尔罕国王拂呼缦。它们可以通过头顶上的两根羽毛来识别。 公元 648–651 年，撒马尔罕的阿弗拉西亚布壁画。

666年夏天，渊盖苏文因自然原因去世，高句丽因他的儿子和弟弟之间的继承权斗争而陷入混乱，国力衰弱。 他的长子延南生最初接替了他的大望里之位，这是延盖苏文统治时期新设立的最高职位。然而，当延南生随后巡视高句丽领土时，有传言开始传播，称延南生要杀死他留在平壤掌权的弟弟延南允和延南山，而延南允和延南山正计划反叛延南生。随后，延南生派遣亲信官员返回平壤，试图刺探情况，延南健逮捕了他们，并自称“大忙人” ，袭击了他的弟弟。延南生为了遵守高祖的姓氏禁忌，派其子泉献诚（因延南生将自己的姓氏从渊改为泉）前往唐朝求援。高宗皇帝看准了这个机会，派大军攻灭高句丽。在高句丽渊盖苏文继承者之间的权力斗争中，他的弟弟渊正土叛逃到新罗一方。 
667年，中国军队渡过辽河，攻占新城（位于今辽宁省抚顺市）。此后，唐军击退了妍南允的反攻，并与叛军妍南生联合并得到了他一切可能的援助 ，尽管最初由于抵抗而无法渡过鸭绿江。 668年春，李勣将注意力转向高句丽北部城市，占领了重要城市扶余（位于今吉林农安县）。 668年秋，他与新罗军队联手渡过鸭绿江，围攻了平壤。
妍南山和普藏投降了，妍南玄继续在内城抵抗，但他的将军佛教僧侣信诚却背叛了他，并将内城交给了唐军。延南健试图自杀，但被抓住并接受了治疗。高句丽由此灭亡，唐将高句丽并入其领土，薛仁贵最初被任命为护国将军，掌管前高句丽领土。渊盖苏文死后引发的暴力冲突是唐新罗胜利的主要原因，因为它导致了分裂、叛逃和普遍的士气低落。 与新罗的联盟也被证明是无价的，因为这个国家有能力从相反的方向攻击高句丽，而且新罗还提供了军事和后勤援助。 高句丽灭亡后，唐朝在高句丽原土地上建立了安东都护府。  
然而，唐朝统治遭到了强烈反抗（新罗煽动了这一反抗，因为新罗对唐朝没有将高句丽或百济的领土割让给唐朝）；669年，高句丽的一部分人按照唐高宗的命令被迫迁移到长江和淮河之间以及秦岭以南和长安以西的地区，只有老弱病残的居民留在原来的土地上。有些人为唐朝政府服务，如高思杰和他的儿子高仙芝（韩语中为高善智），高仙芝是在怛罗斯之战中指挥唐朝军队的著名将军。     
新罗于公元 668 年统一了朝鲜半岛大部分地区，但新罗对中国唐朝的依赖也付出了代价。唐设立了平东都护府，由薛仁贵统治，但在统治高句丽原居民时面临越来越多的问题，而且新罗对唐朝在朝鲜半岛的剩余存在的抵制也日益严重。新罗必须强行抵抗中国对整个半岛的统治，从而引发新罗-唐战争，但他们自己的力量并未扩展到大同江以外。
后来，唐朝中国将渤海视为藩属国，而渤海却强烈反对。由于中国皇帝视自己为整个文明世界的皇帝，因此，这样的皇帝不可能与任何其他地区强国建立平等的外交关系，因此，无论这些地区的意图如何，中国都将该地区的所有外交关系视为朝贡关系。

## 辽、金、宋、高丽
在此期间，华北地区由契丹领导的辽朝统治，随后由女真领导的金朝统治。尽管辽国最初试图与高丽维持友好关系，但辽国灭亡了高丽的前身渤海国，导致开城朝鲜朝廷内部产生挥之不去的怨恨。作为高句丽的后裔，渤海人和高丽王朝有血缘关系。 高丽第一任国王高丽太祖与渤海国有着强烈的家族亲缘关系，称其为“亲戚之国”和“姻亲之国”， 并在辽国征服渤海国后保护了渤海难民。 这与后新罗形成了鲜明的对比，后新罗一直与渤海国保持敌对关系。 太祖对于摧毁了渤海国家的契丹人表现出强烈的仇恨。 942 年，辽朝派出 30 名使者，携带 50 头骆驼作为礼物献给太祖，但太祖将使者流放到一个岛上，并在桥下饿死骆驼，这就是著名的“万步桥事件”。  据《资治通鉴》记载，太祖向后晋高祖提议攻打契丹，以报复渤海之战。 此外，他在给后代的“十诫”中指出，契丹人是“凶恶的野兽”，应予以防范。  契丹征服渤海导致高丽长期与契丹帝国敌对。 
由于敌对关系，辽国入侵高丽，并从993年到1019年发动了一系列战争。高丽于 11 世纪初战胜了辽朝，并通过向辽朝进贡获得了朝鲜半岛北部的部分地区。高丽-契丹战争后，高丽、辽、宋三国在东亚建立了力量平衡。  战胜辽国后，高丽对自己的军事能力充满信心，不再担心契丹的军事威胁。 宋朝宰相富弼对高丽的军事能力评价很高，并说辽国畏惧高丽。  此外，关于韩国人的态度，他说：“在众多部落和民族中，根据他们的反抗力量，要么被契丹同化，要么向契丹附庸，唯独韩国人不低头。” 宋将高丽视为潜在的军事盟友，并保持着平等的友好关系。 与此同时，辽朝寻求与高丽建立更紧密的关系，并通过利用高丽对佛教的迷恋来阻止宋朝与高丽建立军事同盟，并向高丽提供辽朝的佛教知识和文物。 在 11 世纪，高丽被视为“可以给予宋或辽军事优势的国家”。 当代表辽和宋皇帝的钦差大臣前往高丽时，他们受到的接待是贵族身份，而不是宗主身份。  高丽的国际声誉大大提高。  从 1034 年开始，宋商以及女真各部落和耽罗王国的使者参加在开城举行的一年一度的八关会，这是高丽最大的全国性庆典； 宋商作为中国的代表出席，而女真和耽罗使者则作为高丽天下的成员出席。 
高丽与女真人的关系很复杂，女真人后来建立了金朝（1115-1234） 。鸭绿江地区的女真人自王建统治时期起便是高丽的附庸，后三国时期女真人曾向他们求助，但女真人利用辽、高丽两国关系紧张的机会，多次转换结盟，对高丽的边境安全构成潜在威胁，因此向高丽朝廷进贡，期望得到丰厚的回报。

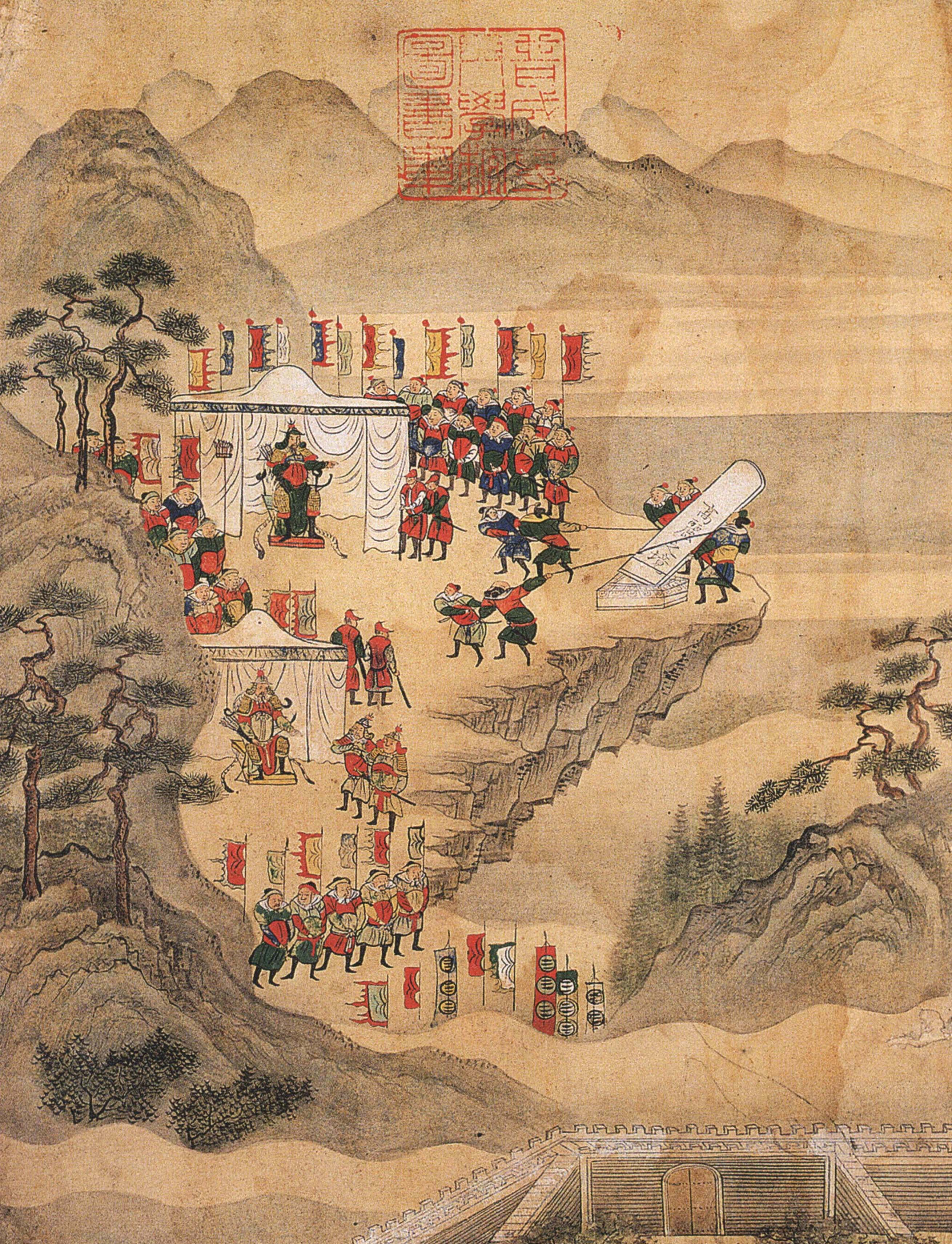
尹宽将军（1040–1111）及其军队

高丽北部的女真人传统上向高丽君主进贡，并称高丽为“母国”，因为高句丽与靺鞨臣民之间过去有过联系，   但由于辽于1019年被韩国打败，黑水靺鞨的完颜部落统一了女真部落，并利用权力真空增强了实力。
高丽在其巅峰时期与正在崛起的完颜部族发生冲突，高丽认为完颜部族是侍奉其高句丽祖先的靺鞨人的野蛮附庸，  因争夺高句丽和渤海故地而处于全面战争状态。这与女真人对高丽的积极看法形成了鲜明的对比。例如， 《高丽史》中睿宗（1105-1122 年在位）的实录中记载，完颜五姑乃之子盈歌（1053-1103 年在位）视高丽为。</link> ），因为他家族的祖先函普来自高丽。 虽然这可能是因为女真人希望高丽人能够帮助她对抗她的对手，但历史学家并不确定女真金朝皇室的祖先、高丽人函普的民族身份是新罗、高丽、渤海还是女真。
12世纪初，随着地缘政治局势开始动荡，高丽在雄心勃勃的睿宗王的率领下，于1104年至1109年间发动了两次大规模军事行动，企图收复由金朝先祖完颜乌雅舒和阿骨打联合起来的女真部落占领的高句丽领土，同时也是为了防止女真部落的潜在侵略。在尹宽和赵春京等著名将军的率领下，训练有素的别武班（“特别作战军”）约有 25 万 人，最初成功蹂躏女真领土并修建了具有战略意义的“九座堡垒”（동북 9성，东北九城），但其具体位置仍然是争论的话题。入侵之后，许多女真部落向入侵的朝鲜军队投降，但许多部落保持警惕，并在完颜部落的领导下重新进行了激烈抵抗，使战争形势复杂化。尽管高丽朝鲜人已开始采用焦土战术，但女真部落在完颜无邪的领导下取得了惨胜，因为高丽虽然在战争中占了上风，但认为夺取九城的代价太高。在与同样尝过在自己家乡与朝鲜军队交战之苦的完颜部女真人的接触后，高丽最终勉强与完颜部签署了和平协议，并将九座城郭割让给乌雅述，以换取女真人的进贡、朝鲜定居者全部遣返以及不侵略的保证。 虽然收复祖地的目标未能实现，但高丽仍然与金朝保持了和平关系，并先后征服了辽朝和北宋。 
1103-1113 年女真领袖乌雅述统治期间，两国边界稳定，朝鲜军队撤出女真领土，承认女真对争议地区的控制。  
1115 年女真人建立了金朝，1125 年金灭掉了高丽的宗主国辽，并开始入侵宋国。为了应对形势的变化，高丽于1126年宣布成为金的附庸国。  此后，朝鲜一直保持和平，金朝实际上从未入侵高丽。因此，高丽向金朝进贡，以维持友好关系和贸易。

## 元、高丽
13世纪，蒙古帝国入侵中国，并击败了金朝和宋朝。 1271年，忽必烈以中国传统风格宣布建立元朝。  1231年至1259年期间，元朝入侵朝鲜。高丽王朝经历了六次毁灭性的入侵，朝鲜半岛的平民伤亡惨重，大藏经和皇龙寺等大量文化遗产也遭到破坏。高丽人民所遭受的苦难以及国家在侵略面前的灭亡最终导致高丽投降，并成为元朝的藩属国达86年之久，直到1356年才获得独立。根据和平条约的规定，蒙古人在入侵后吞并了朝鲜半岛北部地区，并将其作为双城郡和东宁郡纳入其帝国版图。 条约签订、藩属关系确立后，蒙古帝国鼓励朝鲜人和蒙古人通婚。  1274 年元宗去世后，他的继承人高丽忠烈娶了忽必烈的女儿屈特鲁-凯尔密施为妻，他的统治开始了朝鲜宫廷的全面蒙古化，这种现象一直持续到 14 世纪中叶。从纸面上看，朝鲜的官方礼仪是一个从属公国，朝鲜统治者在加冕之前和之后都会在蒙古元朝宫廷长期逗留。 此外，他们的蒙古妻子乃至小妾也对高丽政治产生了很大的影响。例如，庆和公主巴彦呼塔格为高丽政府内部的职位挑选官员。 蒙古与高丽王国通过联姻建立联系，高丽成为元朝的一个“屈大” （国家婚姻）国；这一时期高丽的君主实际上是皇室的女婿（胡里根）。通婚对蒙古与高丽关系的影响是双向的：忽必烈统治时期，高丽忠烈王娶了忽必烈的女儿之一；后来，来自朝鲜的宫女懿皇后与乌汉都汗联姻成为皇后，她的儿子北元毕利都汗成为蒙古可汗。此外，高丽国王在蒙古帝国等级制度中拥有重要地位，与蒙古帝国征服国或附庸国的其他重要家族（如维吾尔族、卫拉特族和空离拉特族）一样。 

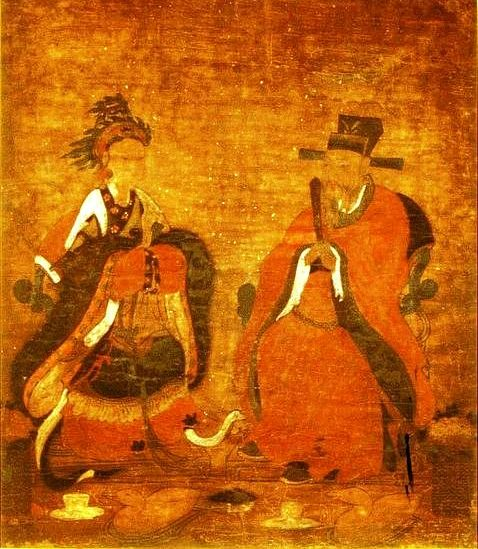
恭愍王（1330-1374）和鲁国公主协助格根汗和平继承王位。

蒙古人从整个帝国收取进贡。 他们从高丽得到了金、银、布料、谷物、人参和猎鹰。  朝贡对高丽及其帝国内的臣民政体来说是一种负担。   和蒙古帝国的其他地区一样，高丽也为蒙古人提供了宫女、太监、佛教僧侣和其他人员。 朝鲜的妃嫔都是汗所纳嫔。 其中一位就是仪皇后，她通过自己的政治指挥以及将朝鲜女性和太监纳入宫廷，在首都传播了朝鲜的服饰、饮食和生活方式。 在元朝精英阶层中，与朝鲜女子结婚是一件很荣幸的事。 随着朝鲜女性进入蒙古宫廷，蒙古公主也进入朝鲜宫廷，从高丽忠烈与忽必烈汗的女儿联姻开始；共有9位元朝公主嫁入高丽王室。 
在元朝统治期间，朝鲜实际上被迫成为蒙古的军事基地。蒙古对日本的野心导致了蒙古两次入侵日本。在两次进攻中，蒙古人都指挥朝鲜的造船和军事化，以便对日本海岸进行两栖攻击，并迫使大量朝鲜海军和步兵部队为蒙古的军事目标服务。 1274 年，朝鲜派遣了 770 艘全员战船和 5,000 名士兵；1281 年，朝鲜派遣了 900 艘战船和 10,000 名士兵元朝官员和使臣在驻扎朝鲜协助侵日期间，曾在朝鲜纳妾、娶妻。 由于各种原因，两次入侵均失败了。
随着元朝统治在中国开始动摇，高丽恭愍王抓住机会发动叛乱，并在蒙古人统治数十年后宣布高丽独立。此外，恭愍还收复了高丽的北部领土，而高丽在独立后甚至还短暂入侵了辽东。元朝最终于1368年灭亡。

## 明朝和朝鲜
1368年，明朝推翻了元朝，高丽王朝分裂为支持明朝和支持元朝的两大派系。 1388年，一名明朝使者来到高丽，要求将原双城郡的领土移交给明朝中国。蒙古军队入侵朝鲜时占领了这片土地，但随着元朝的衰弱，高丽于 1356 年收回了这片土地。此举引起高丽朝廷的轩然大波，崔镛将军趁机主张入侵明朝控制的辽东半岛。
李成桂将军被选中指挥进攻；他发动起义，撤回首都开京（今开城）并发动政变，推翻高丽王禹，由其子高丽王张氏统治（1388 年）。后来，他在复辟失败后杀死了禹王和他的儿子，并强行将一位名叫王予的王位推上王位（他就是高丽恭让王）。 1392年，李世民除掉了高丽忠派的头目郑梦周，废黜了恭让王，将他流放到原州，自己登上了王位。高丽王国统治了474年后就灭亡了。
李成桂即位初期，曾打算继续使用高丽这个名称来称呼自己统治的国家，只是将王室血统改为自己的，以此维持延续高丽500年传统的假象。虽然势力大大削弱，但权门贵族依然颇具影响力，他们不断发出叛变威胁，并继续向高丽残余势力和已被降级的王氏宣誓效忠。改革后的朝廷一致认为，需要一个新的朝代称号来标志着这一变化。在为新王国命名时，太祖考虑了两种可能性——“华宁”（他的出生地）和“朝鲜”。经过多次内部审议，并得到邻国明朝皇帝的认可后，太祖宣布将王国命名为朝鲜，以向古代朝鲜王国古朝鲜致敬。 他还将首都从开京（今开城）迁至汉城（今首尔）。
中国明朝与朝鲜王朝有着密切的贸易和外交关系。两个朝代都推崇儒家社会理想。朝鲜王朝是明朝以中国为中心的东亚区域秩序的成员。朝鲜王朝在历史上是最亲华的朝鲜王朝之一，而明朝传统上将朝鲜与越南和泰国并列为其最受青睐的附庸国。
丰臣秀吉入侵朝鲜时，明朝中国援助了朝鲜，万历皇帝共派出了221,500名士兵。为此，当时的中国皇帝万历皇帝被现代大多数韩国人深情地怀念。
朝鲜王朝为了报答丰臣秀吉入侵朝鲜期间中国明朝的援助，派遣 13,000 名士兵在萨尔浒之战中援助明朝对抗后金，朝鲜远征军在那场战争中几乎有三分之二的人阵亡。 此外，朝鲜半岛在明清之际，由于效忠明朝政府，曾两度遭到入侵。
由于朝鲜的征服和明朝的灭亡，朝鲜创造了小中国意识形态，即所谓的小中华。 金英民认为，“该派认为，朝鲜王朝真实地体现了中国特色，而其他邻国在面对蛮族统治文明世界中心时却未能做到这一点。” 朝鲜王朝末期，为保持这种文化认同感，朝鲜王朝后期发展出了一套标准化的礼仪和统一的象征。 朝鲜王朝认为清朝不配继承“中国”的政治文化正统。相反，信奉儒教的朝鲜王朝宣称自己是中华文明的合法继承者，并称自己为“小中国”。  2010 年，学者布莱恩·雷诺兹·迈尔斯就此举表示：
受过教育的韩国人和中国人的民族认同是难以区分的。受过教育的韩国人相信他们的文明是由一位以中国为原型的中国圣人创立的，他们信奉儒家世界观，认为他们的国家永远屈从于中国。即使 17 世纪韩国与大陆隔绝，他们也坚信自己比中国人更能捍卫中国传统。
在臣服于清朝之后的很长一段时间里，朝鲜王朝和许多韩国知识分子仍然使用明朝的年号，例如有位学者将 1861 年标记为“崇祯二百三十四年”。 

## 清朝、朝鲜帝国

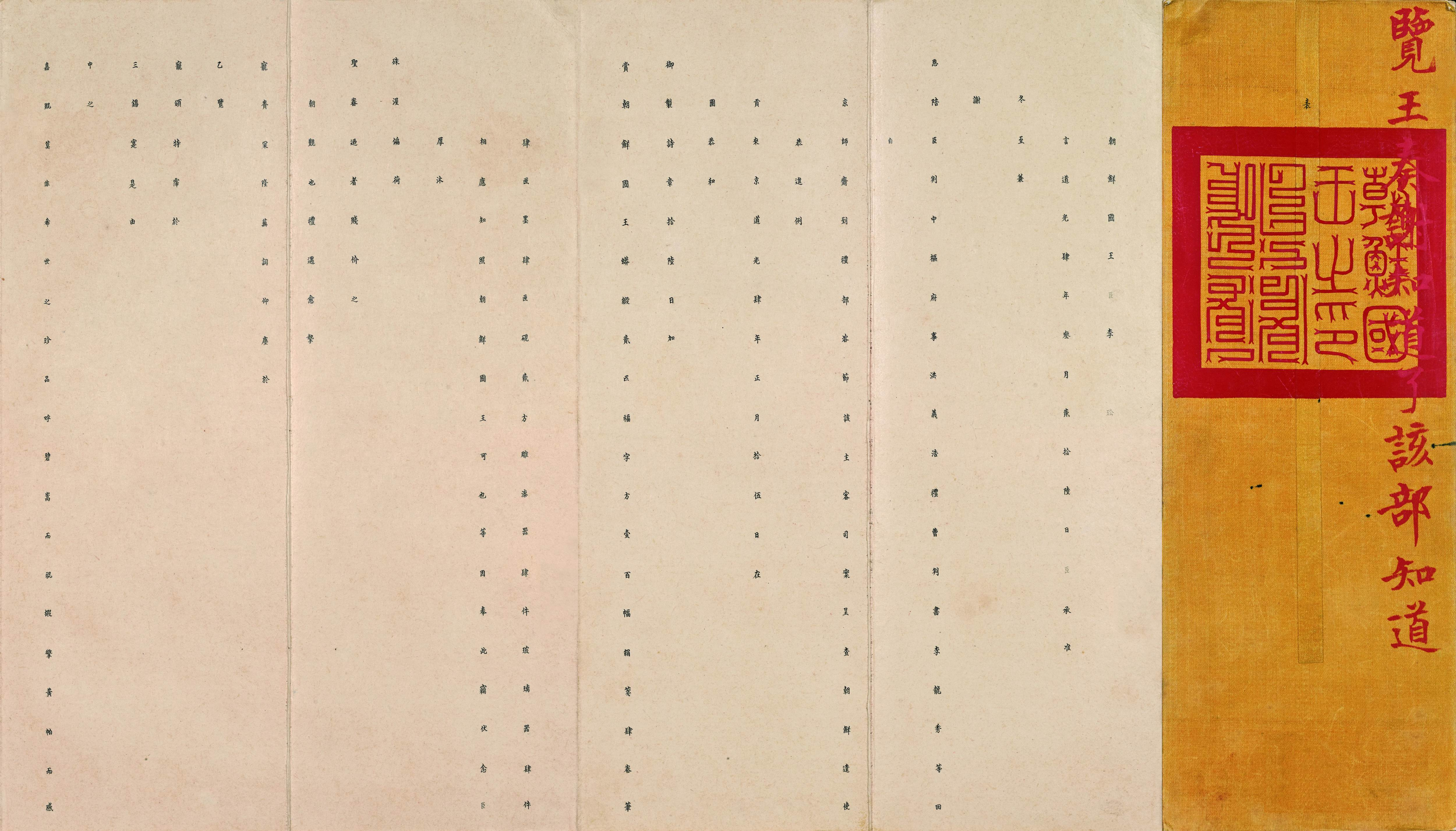
道光四年(1824年)，朝鮮純祖向道光帝的奏谢册

在皇太极的统治下，后金及其继承的清朝于1627年和1636年两次入侵朝鲜。 1636 年入侵后，清朝宣告胜利，并迫使朝鲜仁祖屈服。皇太极在汉江上游的三田岛设立了台基。 他在平台顶端接受了仁祖王的臣服。仁祖向皇太极叩头，据称皇太极强迫仁祖多次重复这一屈辱的仪式。 为了纪念满族皇帝的所谓优良美德，人们在举行归顺仪式的三殿岛上竖立了一座纪念碑。
在确保仁祖投降后，清朝强迫朝鲜断绝与明朝的关系，明朝最终于 1644 年灭亡。尽管朝鲜王朝通过正式加入中国朝贡体系重建了经济关系，但朝鲜领导人和知识分子仍然对满族人心怀怨恨，视其为蛮夷，并且认为明朝是文明世界的中心。 仁祖的继承者朝鲜孝宗登基后，开始改革和扩充韩国军事史，以报复明朝的覆灭；他首先除掉了腐败政治、权力比国王还大的金子倭。然后，他打电话给宋诗烈（ 송시열) 和金尚宪加入他的宫廷，他们支持反清战争。他的军事扩张非常大规模，并且在朝鲜和清朝接壤的鸭绿江沿岸修建了几座边境堡垒。当亨德里克·哈梅尔等一队荷兰水手漂流到济州岛时，孝宗命令他们为军队制造火枪，这是七年战争后韩国首次提供火枪。
然而，清朝继续繁荣发展，在 1644 年成功征服明朝之后迅速向西方扩张。由于清朝将庞大的汉军吸收为其军队，因此该战役无法实施。朝鲜军队虽然经过改革和扩充，但仍无法与满汉联军抗衡。清朝也开始将朝鲜视为朋友和最亲密的盟友。
1654年，清朝向中国求助，抵抗入侵的沙俄，扩充后的军队首次投入行动。 150 名朝鲜火枪手和 3,000 名满族人在胡同之战（호통）与俄罗斯军队相遇（韩文 ：好通），即现在的宜兰，被清朝和朝鲜联军占领。四年后的1658年，孝宗再次出兵帮助清朝对抗俄罗斯；260名朝鲜火枪手和炮手在申柳的率领下，与宁古塔军事长官萨尔胡达的部队会合，联军沿胡尔卡河和松花江顺流而下，在松花江注入阿穆尔河的汇合处附近与阿穆尔河哥萨克人奥努夫里·斯捷潘诺夫指挥的俄罗斯军队相遇，杀死了270名俄罗斯人，并将他们赶出了清朝领土。与俄罗斯的战争证明，孝宗的改革稳定了朝鲜军队，尽管他们再也没有采取行动。尽管经历了多次战役，俄罗斯与朝鲜的关系仍然保持良好。北方战役被称为“那先正伐” （ 나선정벌; 羅禪征伐）或“镇压俄罗斯人”。
朝鲜王朝和清朝中国在享受了两个世纪的和平之后，面临着欧洲列强的崛起。清朝中国在第一次和第二次鸦片战争失败后，国力逐渐衰落。中国被迫与西方列强签订一系列让步和“不平等条约”。与此同时，日本发生明治维新，日本帝国崛起，军事实力逐渐扩张。 1894 年朝鲜东学农民革命成为甲午中日战争的导火索，最终导致清军失败。根据战后《马关条约》的规定，中国承认朝鲜独立并终止其藩属关系，并承认日本吞并台湾岛。大韩帝国与清朝建立了现代外交关系，但朝鲜最终在违背其意愿的情况下根据1910 年的《日朝条约》被日本吞并。

## 中华民国和大韩民国临时政府
1919年，韩国爆发反日三一运动，数百万韩国人和平抗议日本统治。 虽然抗议活动遭到日本政府的残酷镇压，但不久之后，大韩民国临时政府以流亡政府的形式在上海成立，李承晚出任第一任总统，随后得到日本政府的承认 。中华民国。  1919 年巴黎和会期间，许多韩国民族主义者乐观地认为美国总统伍德罗·威尔逊提出的呼吁自决、主权和自由的十三點能够适用于他们，因此主要民族主义者金圭植涌向巴黎，为韩国的自决权请愿。 中华民国是韩国临时政府的重要盟友，也是韩国恢复独立的主要倡导者。中国邀请韩国代表团参加会议，既是希望韩国能够恢复独立，也是希望韩国代表团能让日本在国际上丢脸。 可惜此时的中国已经过于弱小，除了在外交和政治上支持韩国之外，已经无能为力，其他国家在韩国也没有既得利益，韩国代表团最终以失败告终。尽管如此，许多韩国政治家和独立活动家仍前往中国努力恢复韩国主权。
临时政府得到了中华民国创始人孙中山及其继任者蒋介石的高度认可和支持，他们都曾领导过中国国民党政权。临时政府在 1920 至 1930 年代协调了对日本帝国军队的武装抵抗，包括 1920 年 6 月的凤梧洞之战、1920 年 10 月的青山里之战以及 1932 年 4 月尹奉吉在上海刺杀日本军官的事件。最后的行动对蒋介石影响很大，他开始对韩国独立采取更积极的态度。 蒋介石在日记中呼吁日本侵略者“深刻反省、引以为戒”，并称赞尹同济的爱国殉道为韩国独立作出了巨大贡献。 
中国努力推动韩国临时政府的合法性，该政府是由韩国三一运动被镇压后在中国的韩国人建立的。金正恩保卫党在意识形态上与当时的中国政府保持一致，独立领袖金九同意蒋介石的建议，采用中国的三民主义纲领，以换取经济援助。 与此同时，中国支持左翼独立领袖金元峰，并说服金氏父子组建统一的朝鲜解放军（KLA）。根据科索沃解放军获准在中国开展活动的条款，该部队直至 1945 年都成为中国国民革命军的辅助部队。此外，蒋介石甚至在黄埔军校专门设立了朝鲜族学员班，其中许多人后来支持了蒋介石的北伐战争。 中国国家军事委员会也决定，朝鲜“完全独立”是中国对朝基本政策；此外，重庆政府还试图统一朝鲜交战各派。 
第二次中日战争爆发、上海沦陷后，韩国临时政府迁至重庆，并于1941年组建韩国光复军。本来，中华民国将朝鲜光复军的最高权力置于中国陆军总司令的领导之下。 1944 年，临时政府的财政状况得到改善，在中国政府眼中的地位也随之上升，该规定被废除。 数百人的科索沃解放军在整个亚洲战区与日本军队开展游击战，直到 1945 年日本投降。 
中华民国是开罗会议的参加国之一，会议发表了《开罗宣言》 。 《开罗宣言》的主要目的之一是建立独立的朝鲜，摆脱日本的殖民统治，并将台湾和满洲归还中国。 最初，美国谈判人员对中国意图及对朝鲜的潜在领土主权心存疑虑。美国外交官斯坦利·霍恩贝克询问时任外交部长宋子文中国如何从“地理、历史和政治”角度看待朝鲜，宋子文回答道：“中国人绝不认为朝鲜是现存或曾经存在过的中华帝国的一部分，或是其消失的一部分。他们也不这么认为印度支那。”
尽管蒋介石希望立即恢复朝鲜独立，但最终他不得不向主张国际托管的富兰克林·罗斯福总统妥协。 尽管如此，韩国临时政府为了表示感激，于《开罗宣言》发表的第二天发表声明，感谢中华民国和开罗会议保证恢复韩国主权。 新罗大学历史学家裴庆韩指出，正是因为蒋介石和中华民国，自 1910 年以来就已失去的韩国独立才在开罗会议上得到提及和支持。 
开罗会议虽然导致同盟国支持韩国独立，但并未导致对韩国临时政府的承认。蒋介石和李承晚等韩国领导人试图影响美国国务院支持韩国独立并承认朝鲜人民军，但远东司对此持怀疑态度。其论点是，经过数十年的日本统治，朝鲜人民“在政治上被阉割了”，并且表现出过多的不团结，倾向于与苏联一起实施朝鲜半岛共管解决方案。 在听说苏联对波兰公民的镇压（1939-1946）后，中国坚决反对苏联在朝鲜半岛的势力。 需要强调的是，中国支持朝鲜独立并非完全是出于利他主义，其主要原因是认为强大而独立的朝鲜将阻止日本未来的侵略，而蒋介石也担心战争接近尾声时苏联在朝鲜的影响力会不断增强。 
通过开罗会议，美国和中国就朝鲜“适时”独立问题达成一致，中国仍然要求朝鲜立即承认流亡政府并确定具体的独立日期。苏美关系恶化后，1945年8月10日，美国战争部同意中国在朝鲜釜山登陆，以防止苏联接管。然而，这一转变已经太迟了，无法阻止朝鲜的分裂，因为红军于同月迅速占领了朝鲜北部。 

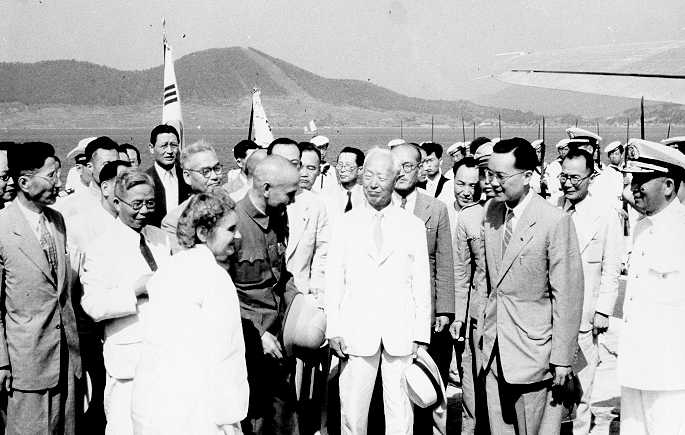
1949 年，蒋介石与韩国总统李承晚

## 文化关系
汉字系统，在韩语中称为“汉字” ，是在唐朝时期通过佛教传播传入韩国的。直到 15 世纪世宗大王推动发明韩文之前，汉字一直是书写韩语的唯一手段。
儒教也成为韩国社会的一个基本组成部分，在高丽王朝时期兴起，在朝鲜王朝时期繁荣昌盛。例子包括公务员考试（称为科举）和教育机构（国子监国子监和成均馆），以促进对中国古典文献的研究。
中国实行的科举制度传入韩国，不仅与两国间的密切交流和深化商贸关系分不开，而且与当时韩国的统治阶级也有重要的关系。科举制度之所以在韩国盛行，是因为当时韩国政府的大力支持和提倡。科举制度符合韩国统治阶级治国理政的思想，融入了韩国自我发展的思想，激励更多的韩国学者和知识分子维护韩国统治政府的利益，引发了韩国文化中追求平等和学术卓越的思想蓬勃发展。
这种思维过程使得人们，甚至是将军，都喜欢写一些东西来表达自己的想法。因此，在那个时期，开始时只有经过长期艰苦的教育过程的两班才能撰写时调，但到了后期，出现了许多匿名时调。他们不使用中文词汇，而是使用自己的语言，并且使其更加平淡 但却带有一种深深感动人心的诗调。科举制的实行，起初有利于皇帝整饬国家、选拔人才，后来却过渡到了自由民心的道路。他们不再只是遵守规则，而是努力摆脱僵硬语言的限制，发挥创造力，积极主动，勇于表达自己。

## 进一步阅读
- Alston, Dane. . 韩国研究. 2008, 32: 104–147. JSTOR 23718933. S2CID 159467464. doi:10.1353/ks.0.0019.
- 贝克尔-温伯格, 瓦斯科. . 亚太海洋法与政策杂志. 2020 年 12 月 21 日, 5 (2): 303–329. S2CID 234413170. doi:10.1163/24519391-05020004.
- 布切克, 萊希. . 人文主义. 2020 年 10 月 8 日, 68 (9): 47–66. S2CID 224831512. doi:10.18290/rh20689-3 .
- 钟, 宰浩. . 亚洲视角. 2012, 36 (2): 219–236. S2CID 140590108. doi:10.1353/apr.2012.0008.
- 克雷格，J. 马歇尔。《1592-1598 年中国、朝鲜和日本的战争：目击者叙述》（劳特利奇，2020 年）。
- 费奥多罗夫斯基, A.; 什维德科, V. . 世界经济与国际关系. 2020, 64 (6): 123–132. S2CID 226621721. doi:10.20542/0131-2227-2020-64-6-123-132 .
- 弗里曼, 卡拉·P (编). . 2015. ISBN 978-1-137-45565-9. doi:10.1057/9781137455666.
- Hagiwara, Masaki. . 立命馆大学亚细亚日本研究所学报. 2020, 2: 190–198. doi:10.34389/asiajapan.2.0_190.
- HHannas, William C. 和 Huey-Meei Chang。《日本和韩国》，摘自《中国寻求外国技术：超越间谍活动 》，由 William C. Hannas 和 Didi Kirsten Tatlow 编辑 | (2020)。第 149–166 页. ISBN 0367473593ISBN 0367473593
- Jones, Catherine 和 Sarah Teitt 编/《中朝关系：发展与安全之间》（Edward Elgar，2020 年 ISBN 1788979699
- Kye, Seung B. . 韩国学杂志. 2010, 15 (1): 41–66. JSTOR 41490257. S2CID 146437892. doi:10.1215/07311613-15-1-41.
- Mastro, Oriana Skylar. . 外交事务. 2018, 97 (1): 58–66. JSTOR 44822014.
- Robinson, David M. . 韩国学杂志. 2004, 9 (1): 97–127. JSTOR 41485331. S2CID 144773693. doi:10.1353/jks.2004.0008.
- Robinson, Kenneth R. . 韩国学. 1992, 16: 94–115. JSTOR 23720024. S2CID 154539241. doi:10.1353/ks.1992.0011.
- Rogers, Michael C. . 美国东方学会杂志. 1959, 79 (1): 16–25. JSTOR 596304. doi:10.2307/596304.
- Rogers, Michael C. . 美国东方学会杂志. 1961, 81 (4): 415–422. JSTOR 595688. doi:10.2307/595688.
- . 太平洋岛屿论坛. 2 March 2016  [2024-06-12]. （原始内容存档于2024-10-10） （英语）.
- Snyder, Scott; Byun, See-Won. . 比较联系. 2016 年 5 月 1 日, 18 (1): 91–104  [2024-06-12]. （原始内容存档于2025-01-19）.
- Xu, Beina 和 Jayshree Bajoria。“中朝关系。”外交关系委员会第 22 卷 (2014 年) online （页面存档备份，存于）